# 3825 Нирнберг
3825 Нирнберг (3825 Nürnberg) је астероид главног астероидног појаса чија средња удаљеност од Сунца износи 2,241 астрономских јединица (АЈ).
Апсолутна магнитуда астероида је 13,0.